# Rafael Ávalos
Rafael Ávalos Rivas (1926 - 15 de abril de 1993) foi um futebolista mexicano que atuava como meia.

## Carreira
Rafael Ávalos fez parte do elenco da Seleção Mexicana de Futebol, na Copa do Mundo de  1954.